# エスタディオ・イシドーロ・ガルシア
エスタディオ・イシドーロ・ガルシア（西: Estadio Isidoro García、英: Isidoro García Stadium）は、プエルトリコのマヤグエスにあるスタジアム。収容人数は9,587人。
主に野球に使用されており、リーガ・デ・ベイスボル・プロフェシオナル・デ・プエルトリコのインディオス・デ・マヤグエスが2006-07シーズンまで本拠地にしていた。フィールドは天然芝で、広さは両翼320フィート（約97.5メートル）、中堅400フィート（約121.9メートル）。
2006-07シーズン終了後、2010年の中央アメリカ・カリブ海競技大会開催に備えて改修工事を行うため、当球場は一旦取り壊され、2010年2月に改修が完了した。インディオスは改修工事期間中、アグアディーヤにあるエスタディオ・ルイス・A・カネーナ・マルケスを本拠地で試合を行った。